# Peace Anyiam-Osigwe
Peace Anyiam-Osigwe MFR encore connue sous le nom Peace Anyiam-Fiberesima, est née le 30 mars 1969 et morte le 9 janvier 2023, était une cinéaste nigériane et exécutif de divertissement appelé "la reine des films de Nollywood". Elle a été la fondatrice de la cérémonie cinématographique mondialement célèbre, Africa Movie Academy Awards. The Guardian documente qu'il a été pionnier dans la projection de films de Nollywood dans des festivals internationaux de cinéma. Il a dirigé la première vidéo musicale du sentiment du hip-hop, P-Square. En 2012, le gouvernement nigérian lui a accordé un membre de l’Ordre de la République fédérale d’Allemagne pour sa contribution à l’industrie du divertissement. Il était également une partenaire de TED ,,,,,.

## Vie précoce
Anyiam-Osigwe est née le 30 mars 1969. Elle est de la famille remarquable Osigwe Anyiam-Osigwe à Nkwerre, État de l'Omi. Elle est la seule fille dans une famille de huit enfants. Elle est titulaire d'un diplôme en droit et sciences politiques de l'Université d'Oxford Brookes,,.

## Carrière

### Prix Africa Movie Academy
Anyiam-Osigwe a fondé l’Académie du cinéma d’Afrique, un organe qui dirige la cérémonie de cinéma depuis 2005. La cérémonie de remise des prix est reconnue comme l'un des prix les plus reconnus pour les Africains dans la fabrication de films. Lors de la 10e édition, elle a été abaissée en tant que PDG des AMAA. En 2015, l’initiative Afrique One a été lancée pour commémorer les Africains dans l’industrie du divertissement.
En 2020, elle est devenue Présidente nationale de l’Association des producteurs de films (AMP). C'est la septième fois que M. Ralph Nwadike occupe ce poste,.
Anyiam Osigwe a été l'initiatrice du projet de "100 films" visant à améliorer la qualité des films produits au Nigéria,.
En tant que Présidente, elle a travaillé au renforcement des capacités des producteurs de films dans le pays par le biais de séminaires et de formations.

### Carrière en écriture
Anyiam-Osigwe a été autrice de poésie écrite. Elle avait trois livres pour sa créance. Dans un entretien avec Alana Herro, elle a décrit la poésie comme l’un des moyens d’exprimer sa perception et sa compréhension des choses qui l’entourent. Avant d'entrer à l'université, elle a publié un magazine, Clicks, spécifiquement écrit pour accueillir la population noire en Angleterre. Ses travaux se concentrent sur les causes de la défense,,.

### Directrice de la télévision et du cinéma
La carrière d'Anyiam-Osigwe à la télévision a commencé avec son programme de discussion, Piece off my mind, qui se concentre sur la réaction des gens à des problèmes sociaux qui ne sont pas régulièrement vus dans les médias principaux. Son programme de discussion a été axé sur les questions de défense des individus que la société accorde généralement peu d'attention ou négligée. Elle a cité le système des castes africaines, la traite des enfants et l'égalité des femmes comme des domaines d'intérêt pour elle dans le cinéma et la télévision. Dans la phase initiale du duo musical, la carrière de P-Square, Anyiam-Osigwe a été responsable de les gérer. En 2016, elle a déclaré qu'elle représentait Somkele Iyamah,,,,.

## Vie personnelle et mort
Son frère, Michael, assassiné en 2014, a été le coordinateur général de la Fondation Osigwe Anyiam-Osigwe, une organisation à but non lucratif qui revient dans la société nigériane. Il a également été directeur de l'Institut africain de recherche et de développement sur le leadership et consul général du Malawi au Nigéria. Sa mère, Dorothy Chinyere Anyiam-Osigwe, reçoit du Président de l'Ordre de l'honneur du Niger, Olusegun Obasanjo, pour ses activités philanthropiques au Nigéria. Il était séparé de son mari,,,.
Anyiam-Osigwe était dans le coma depuis le 7 janvier 2023 et mourut à l'hôpital St. Nicholas à Lagos le 9 janvier 2023, à l'âge de 53 ans.

## Prix
En 2019, elle a été honorée par le Prix Pionnier du Cinéma Africain au Festival Africain du Film, TAFF.